# Sphenomorphus helenae
Sphenomorphus helenae là một loài thằn lằn trong họ Scincidae. Loài này được Cochran mô tả khoa học đầu tiên năm 1927.